# 戰術行動Tango 51狙擊步槍
戰術行動Tango 51狙擊步槍（英語：Tactical Operations Tango 51）是一款由美国槍械製造公司戰術行動公司以雷明登700步槍的槍機為藍本生產的狙擊步槍，發射7.62×51毫米北約／.308溫徹斯特口徑步枪子彈。
其設計定位是在短至中距離內能夠精確狙擊的武器，這使得它獲得反恐部隊及／或特種警察部隊（例如特種武器和戰術部隊）的狙擊手使用，而該槍也可在美國民用武器市場上銷售。

## 概述
Tango 51是戰術行動公司使用雷明登700發射7.62×51毫米北約／.308溫徹斯特口徑的旋转后拉式枪机，配以其表面處理研發的狙击步枪。該槍強調的是該槍的各種部件，尤其是擊發機構部分之間的相容性，以達到最大的精度。採用的槍管是戰術行動公司自製的比賽等級自由浮動式槍管，有18英寸、20英寸和24英寸三種長度可供選擇，而這種槍管亦不逊色于大部份雷明登700系列的狙擊步槍型採用的5R式槍管。步槍設計符合人體工學，對射手而言較為舒適，以實現最大的舒適度和性能。槍管可以裝上消聲器。由於該槍設計定位是城市作戰和挾持人質事件的精確狙擊武器，該槍的結構型態緊湊和相對於其他狙擊步槍要短。
每枝步槍的大部份都是由戰術行動公司藉由人手以極為謹慎的細節和水平，經歷8至18個月的時間製成。
該步槍被認為是世界上極為精確的狙擊步槍之一，保證精度為0.25角分，相當於在100碼射擊距離的彈著分佈直徑是0.2617英寸、在100米射擊距離的彈著分佈直徑是7.3毫米，或是在800米射擊距離的彈著分佈直徑是58毫米，而且可能具有更高精度的潛力。
Tango 51獲全球400支特種警察部隊和執法機關采用，其中包括被認為是世界上第一間採用該槍的美國洛杉矶警察局的精英警察部隊特別執法署（Special Enforcement Bureau，簡稱：SEB）。步槍贏得了狙擊手、警方和武器雜誌的正面評論，該槍能達到生產商的承諾（0.25弧分）和射擊命中率超過預期，這也為其贏得了許多榮譽。

## 流行文化

### 电子遊戲
- 2004年—《特種部隊Online》：目前推出的樂透武器版本： 
  - 台灣之光Tango 51[4]

## 外部連結
- （英文）—Tactical Operations, Inc company website （页面存档备份，存于）
- （英文）—Tactical Operations - Tango 51 （页面存档备份，存于）, Full Review （页面存档备份，存于）